# Museo di Salò
Il MUSA (o Museo di Salò)  situato a Salò, nel complesso di Santa Giustina, è un museo civico che racconta la storia della città e del territorio attraverso sezioni tematiche. 
Il museo ospita al suo interno il Museo Storico del Nastro Azzurro, il museo civico archeologico Anton Maria Mucchi e la Raccolta Civica del Disegno.  

## Descrizione
Il museo di Salò racconta la storia di Salò e del suo territorio dall'Età romana al Novecento. Al piano terra, negli ambienti che si articolano attorno al chiostro dell'antico monastero di Santa Giustina, si organizzano ogni anno mostre temporanee; Il chiostro viene utilizzato in estate per eventi e concerti.  
Il percorso museale si articola in diverse sezioni:
- Museo Civico Archeologico "Anton Maria Mucchi": sezione archeologica nella quale sono esposti alcuni dei reperti e dei corredi tombali rinvenuti tra gli anni Sessanta e Settanta dal gruppo Grotte Gavardo nel sito della necropoli romana del Lugone di Salò (I-IV secolo d.C.).
- Età medievale: già dal XIV secolo Salò faceva parte della Comunità di Riviera, poi Magnifica Patria, una sorta di confederazione di Comuni del Lago, Valtenesi e Valle Sabbia che godevano di una certa indipendenza da Brescia e da Verona; tolto il primato di capoluogo alla vicina Maderno, Salò iniziò a costruire la sua immagine di capitale attraverso grandi opere che arricchirono la città, in primis il Duomo, per il quale il Comune acquistò sul mercato antiquario quattro preziosissimi Graduali miniati del XIV secolo e una Bibbia Atlantica del XII secolo, che andarono a costituire il nucleo fondante del tesoro del Duomo.
- Epoca veneziana: dal tardo medioevo fino al 1797 Salò fu sede del governo della Serenissima Repubblica di Venezia, che a Salò inviava ogni anno un Provveditore, che insieme alla sua corte risiedeva nella città e governava il territorio. In questa sezione sono esposte opere lignee e pittoriche risalenti a questo periodo e realizzate da alcuni tra i più noti artisti del tempo, come Palma il Giovane e Zenone Veronese.
- Gasparo da Salò (1540-1609): del periodo veneziano fa parte anche la piccola ma preziosa sezione dedicata al grande liutaio Gasparo da Salò, considerato l'inventore del violino moderno. Al MuSa è conservato il contrabbasso Biondo (già Colonna) realizzato da Gasparo intorno al 1590, che costituisce uno dei pochi contrabbassi originali di Gasparo ancora esistenti al mondo.
- Tra Ottocento e Novecento: la narrazione della storia di Salò e del suo territorio prosegue al piano superiore con la sezione dedicata agli eventi e al fervente clima culturale e artistico che caratterizzano Salò, in particolare tra la seconda metà dell'Ottocento e i primi decenni del Novecento. Sono esposte tele di Angelo Landi, Carlo Banali e un'ampia collezione di tele del pittore Anton Maria Mucchi, salodiano d'adozione e intellettuale poliedrico, fondatore del primo museo archeologico di Salò. Tra le opere d'arte esposte, la Coppa del Liutaio, una delle più belle coppe esistenti al mondo, commissionata da Gabriele d'Annunzio a Renato Brozzi nel 1924 come trofeo per gli “Agonali del Remo”, competizione di canottaggio di cui, dall'anno precedente, aveva assunto il patrocinio.
- Sezione dedicata all'Osservatorio Meteosismico "Pio Bettoni" (1877): sezione scientifica dedicata all'osservatorio Meteosismico che dal 1877 ebbe sede all'interno dell'attuale museo. Grazie al suo primo direttore, Pio Bettoni, contribuì a rendere noto il mite clima gardesano in Italia e all'estero. Sono esposte alcune delle strumentazioni dell'osservatorio, dalle origini al Novecento.
- Gabinetto Anatomico del Dottor Giovan Battista Rini (1795-1856): sezione scientifica dedicata al dott. Rini, medico salodiano che nella prima metà dell'Ottocento si dedicò allo studio delle tecniche di conservazione dei corpi a fini di studio, attraverso la tecnica della "pietrificazione". Nelle teche sono esposti alcuni tra i principali preparati anatomici della collezione.
- L'ultimo fascismo 1943-1945 la Repubblica sociale italiana: sezione inaugurata nel giugno del 2023. Attraverso un percorso di visita articolato in due ampie sale all'ultimo piano del museo, la sezione racconta i tragici 600 giorni della Repubblica Sociale Italiana.
- Sezione Fondazione Museo Storico del Nastro Azzurro: al piano seminterrato del museo, un'ampia sezione racchiude il Museo Storico del Nastro Azzurro, che espone reperti, cimeli e documenti relativi alle diverse guerre che hanno insanguinato il territorio italiano e, in particolare, gardesano e salodiano. Civica Raccolta del Disegno di Salò: nell'ultimo soppalco vista lago del museo, è ospitata la sezione dedicata alla Civica Raccolta del Disegno di Salò, collezione di arte contemporanea nata nel 1983 e costituita da più di 800 disegni di artisti dalla prima metà del Novecento ai giorni nostri, tra i quali
- Civica Raccolta del Disegno di Salò: nell'ultimo soppalco vista lago del museo, è ospitata la sezione dedicata alla Civica Raccolta del Disegno di Salò, collezione di arte contemporanea nata nel 1983 e costituita da più di 800 disegni di artisti dalla prima metà del Novecento ai giorni nostri, tra i quali Lucio Fontana, Salvatore Garau, Emilio Vedova e Filippo de Pisis.La sezione ospita una selezione di circa 25/30 opere che vengono periodicamente ruotate grazie a mostre temporanee sempre diverse.

## Mostre Temporanee
2023
- “La Passeggiata della Linea”
- MAURIZIO BOTTARELLI Omaggio a Dylan Thomas – Diario improbabile 1963-2020

2022
- Carte Segrete <-> Teatro Visioni. Daniele Lievi
- COLORE. Tra vibrazioni e geometrie
- NERO. Dal segno alla forma''

2021
- Generazioni di due guerre
- Antonio Scaccabarozzi. Carta Canta
- I giovani sotto il fascismo

2020
- Strati d’animo
- Carte scritte

2019
- Contemplazioni
- La Raccolta Senza Veli
- FACE to FACE

2018
- Italianissima

2017
- Dipinti sull’acqua. Da Magnasco a De Concilis
- Il museo della follia. Da Goya a Bacon
- La collezione Gregorio Sciltian

2016
- Poi spuntò l’alba. Ed era il 25 aprile. La Resistenza italiana
- Il culto del duce
- Era una notte che pioveva
- Civica Raccolta del Disegno di Salò. Collezione d’arte contemporanea
- Ninfe
- Gasparo nell’anima
- Da Giotto a de Chirico

2015
- Opere scelte
- Tatafiore Van Gogh